# Gräf & Stift
Gräf & Stift er en østrigsk bilfabrik, der blev grundlagt i 1904, men siden 1971 har det været en del af MAN AG. Virksomheden er kendt for sine luksusbiler i begyndelsen af 1900-tallet. Fra 1938 producerede fabrikken dog kun busser og lastvogne.

## Historie
Gräf & Stift blev grundlagt af brødrene Fran, Heinrich og Carl Gräf. Brødrene Gräf havde allerede i 1893 startet et værksted og virksomheden blev stiftet i 1904, da Wilhelm Stift valgte at investere i virksomheden. I 1905 begyndte man fremstilling af store luksusbiler og mindre busser. Blandt virksomhedens prominente kunder var Østrigs kejserfamilje. Ved attentatet i Sarajevo, hvor Østrigs tronarving Franz Ferdinand blev dræbt, kørte han i en Gräf & Stift, ligesom Karl I ankom til Schweiz i landflygtighed i 1918 i en Gräf & Stift.
I 1971 blev Gräf & Stift slået sammen med Österreichische Automobil Fabrik (ÖAF) og dannede selskabet Österreichische Automobilfabrik ÖAF-Gräf & Stift AG. Samme år blev selskabet overtaget af det tyske MAN AG. Navnet Gräf & Stift anvendes fortsat som varemærke på de østrigsk producerede busser.
1. ↑  Navnet er anført på svensk og stammer fra Wikidata hvor navnet endnu ikke findes på dansk.